# Menemerus dhakuriensis
Menemerus dhakuriensis är en spindelart som först beskrevs av Benoy Krishna Tikader 1974.  Menemerus dhakuriensis ingår i släktet Menemerus och familjen hoppspindlar. Inga underarter finns listade i Catalogue of Life.